# Svart te (Kina)

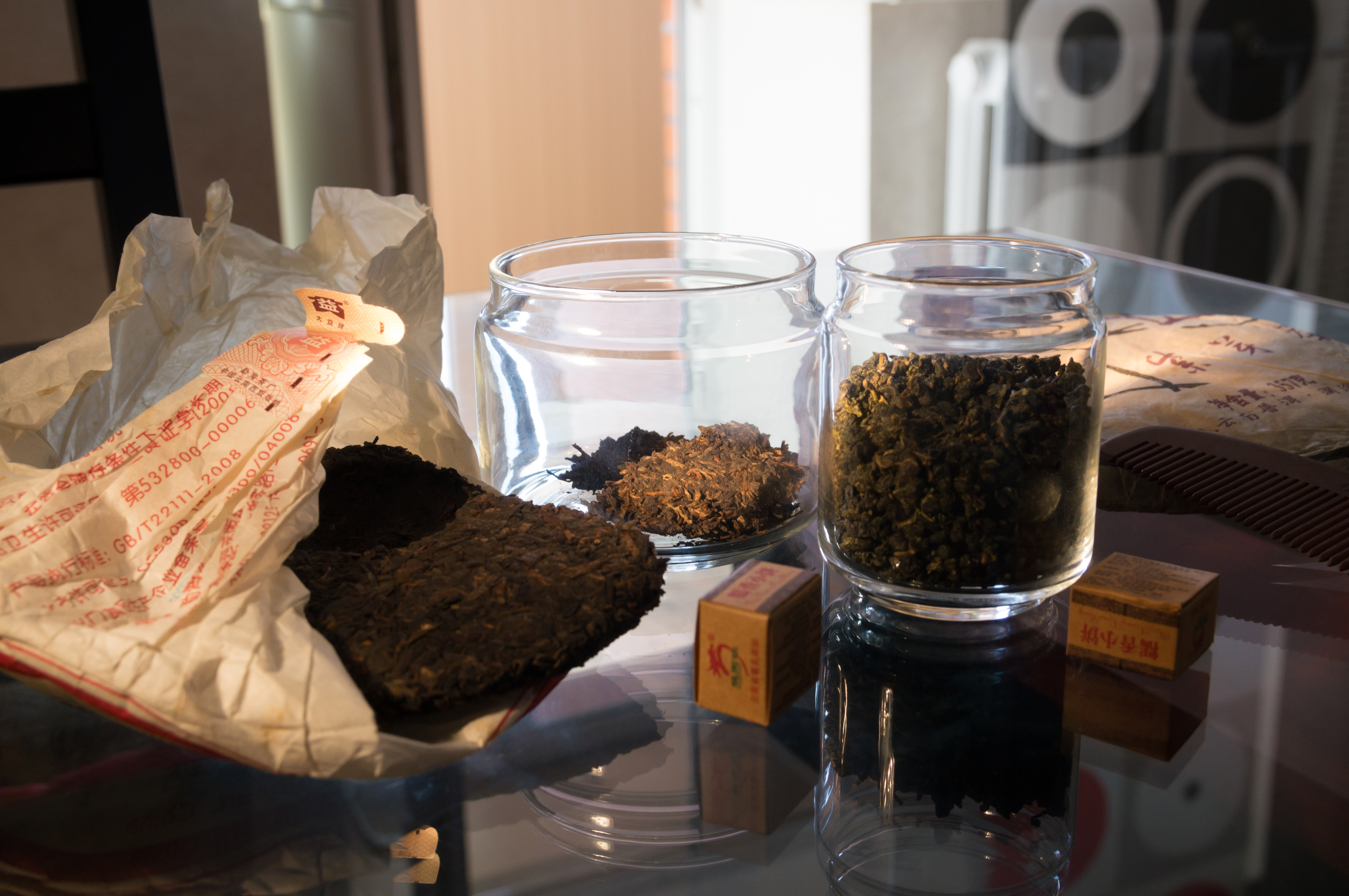

Mörkt te (kinesiska 黑茶; pinyin: hēi chá) är en kinesisk kategori för efterfermenterade teer och inte detsamma som "svart te" i västerländsk kultur syftar på. Det vanliga, oxiderade, teet kallas på kinesiska "rött te" (红茶; pinyin: hóng chá).

## Framställning
Mörka teer produceras främst i provinserna Sichuan, Yunnan och Hubei. Efter plockning upphettas bladen för att oxidation inte ska påbörjas varefter de rullas, torkas och slutligen pressas samman i tekakor, teklumpar, tebrickor eller teskålar. En mindre del mörka teer säljs också som löste.
Det som skiljer kinesiska mörka teer, från de gröna är att de tillåts fermentera efter torkningen, en process som sätter igång av sig själv i ett varmt och fuktigt klimat. Till skillnad från oxidation (vilket inom tenäringen traditionellt kallats fermentering) är detta en mycket komplex historia som inkluderar både kemiska och biologiska processer. Beroende på i vilket klimat teet förvaras tar processen olika lång tid, men vanligen aldrig kortare än några år. Teet kan också drickas tidigt och smakar då likt ett grönt te.
De flesta svarta mörka teer anses hålla låg kvalitet och har historiskt framför allt spelat en stor roll som handelsvara med icke-kinesiska folkslag i västra och nordvästra Kina. Från Songdynastin fanns en officiell policy att byta svart te mot hästar och handelsvägen blev känd som te-häst-vägen. Tibetanskt smörte framställs fortfarande som regel med svart te och även i Centralasien är det mycket vanligt.
Idag är pu'er den i särklass mest kända sorten av mörkt te, men till skillnad från andra svarta teer har pu'er idag status som ett mycket högkvalitativt te, med priser därefter. Mörka teer anses vara bra för matsmältningen och de flesta "skönhetsteer" och "bantningsteer" är gjorda av mörkt te.